# ACD/ChemSketch
ACD/ChemSketch — химический редактор разработанный компанией ACD/Labs.

## История
В 1995 году была выпущена первая версия ACD/ChemDraw. В сентябре 2005 года freeware версия ChemSketch достигла 500 000 скачиваний, а в 2020 - 2 миллиона скачиваний.

## Возможности
- Создание и редактирование химических структур и оборудования.
- Автоматическое именование структур и перевод из названия в структуру
- Вычисление молекулярных свойств по химической структуре
- Возможность использования InChI и SMILES
- Шаблоны химических структур и оборудования
- Вставка OLE-объектов в Microsoft Office[3]

## Форматы файлов
Основной формат — sk2. Может также сохранять в виде изображений, графических файлов (png,gif,tif,pcx,bmp),pdf, химических форматах файлов(mol, rxn) и в формате других химических редакторов(ISIS/Draw — skc, ChemDraw — cdx, chm).

## Применение
В исследованиях было показано, что использование программы ChemSketch вместе с MS PowerPoint повышает успеваемость студентов приблизительно на 16%. Исследование было проведено, при объяснении тем углеводородов.